# Masaru Asō

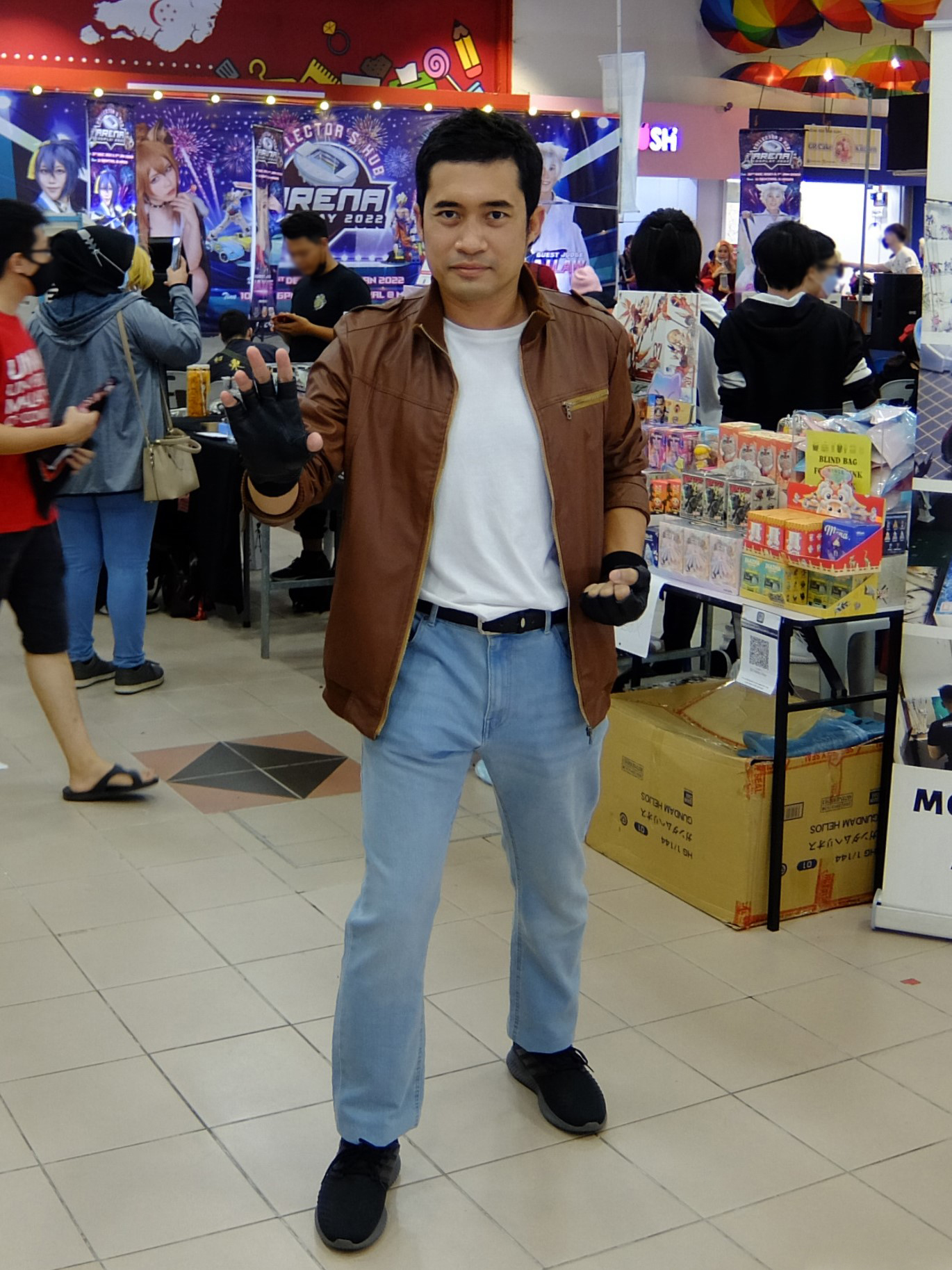
Cosplay de Masaru Asō

Masaru Asou es un personaje de ficción perteneciente a la película Kamen Rider ZO, interpretado por Kou Domon

## EnKamen Rider ZO
Él era originalmente un ayudante del Doctor Mochizuki, pero los experimentos conducidos por el doctor en él, transformaron a Asou en un cyborg saltamontes. Su transformación horrible lo devastó y debió ocultarse. Años más adelante, él soñaba con un muchacho llamado Hiroshi, la música de un reloj del bolsillo del oro, y su misión de proteger a Hiroshi. Él se despertó como Kamen Rider ZO.

## EnKamen Rider World
ZO se une a J para destruir a Shadow Moon y a los monstruos resucitados.

## Datos

### Arsenal
Su motocicleta se llama Z Bringer. Su técnica se llama ZO Kick

### Estadísticas
- Estatura: 193 cm
- Peso: 83 kg

- Datos: Q6005286